# 200 meter för herrar i friidrott vid olympiska sommarspelen 2008
Herrarnas 200 meter i Olympiska sommarspelen 2008 ägde rum 18-20 augusti i Pekings Nationalstadion.
Kvalificeringsstandarden var 20,59 s (A standard) och 20,75 s (B standard). 

## Medaljörer
| Event     | Guld               | Guld          | Silver             | Silver | Brons          | Brons |
| 200 meter | Usain Bolt Jamaica | 19,30 0OR0VR0 | Shawn Crawford USA | 19,96  | Walter Dix USA | 19,98 |

## Rekord
Före tävlingarna gällde dessa rekord:
| Världsrekord     | Michael Johnson | 19,32 s | Atlanta, USA | 1 augusti 1996 |
| Olympiskt rekord | Michael Johnson | 19,32 s | Atlanta, USA | 1 augusti 1996 |

## Resultat
- Q innebär avancemang utifrån placering i heatet.
- q innebär avancemang utifrån total placering.
- DNS innebär att personen inte startade.
- DNF innebär att personen inte fullföljde.
- DQ innebär diskvalificering.
- NR innebär nationellt rekord.
- OR innebär olympiskt rekord.
- WR innebär världsrekord.
- WJR innebär världsrekord för juniorer
- AR innebär världsdelsrekord (area record)
- PB innebär personligt rekord.
- SB innebär säsongsbästa.
- w innebär medvind > 2,0 m/s

### Omgång 1

#### Heat 1
| Placering | Bana | Idrottare          | Nationalitet | Tid   | Noteringar | Reaktion |
| --------- | ---- | ------------------ | ------------ | ----- | ---------- | -------- |
| 1         | 4    | Shawn Crawford     | USA          | 20,61 | Q          | 0,216    |
| 2         | 6    | Marcin Jędrusiński | Polen        | 20,64 | Q          | 0,199    |
| 3         | 7    | Stéphane Buckland  | Mauritius    | 20,98 | Q          | 0,229    |
| 4         | 1    | Jiří Vojtík        | Tjeckien     | 21,05 |            | 0,165    |
| 5         | 9    | Fanuel Kenosi      | Botswana     | 21,09 |            | 0,211    |
| 6         | 3    | Adam Harris        | Guyana       | 21,36 |            | 0,163    |
| 7         | 5    | Khalil Al-Hanahneh | Jordanien    | 21,55 | SB         | 0,184    |
| 8         | 2    | Solomon Bayoh      | Sierra Leone | 22,16 |            | 0,216    |

#### Heat 2
| Placering | Bana | Idrottare                 | Nationalitet   | Tid   | Noteringar | Reaktion |
| --------- | ---- | ------------------------- | -------------- | ----- | ---------- | -------- |
| 1         | 3    | Brian Dzingai             | Zimbabwe       | 20,25 | Q          | 0,172    |
| 2         | 5    | Christian Malcolm         | Storbritannien | 20,42 | Q, SB      | 0,178    |
| 3         | 4    | Christopher Williams      | Jamaica        | 20,53 | Q          | 0,166    |
| 4         | 8    | Shinji Takahira           | Japan          | 20,58 | q, SB      | 0,175    |
| 5         | 2    | Amr Ibrahim Mostafa Seoud | Egypten        | 20,75 | q          | 0,172    |
| 6         | 9    | Thuso Mpuang              | Sydafrika      | 20,87 | q          | 0,166    |
| 7         | 6    | Daniel Grueso             | Colombia       | 21,15 |            | 0,232    |
| 8         | 7    | Arnaldo Abrantes          | Portugal       | 21,46 |            | 0,173    |

#### Heat 3
| Placering | Bana | Idrottare         | Nationalitet          | Tid   | Noteringar | Reaktion |
| --------- | ---- | ----------------- | --------------------- | ----- | ---------- | -------- |
| 1         | 8    | Marlon Devonish   | Storbritannien        | 20,49 | Q, SB      | 0,157    |
| 2         | 5    | Kim Collins       | Saint Kitts och Nevis | 20,55 | Q          | 0,175    |
| 3         | 7    | Marvin Anderson   | Jamaica               | 20,85 | Q          | 0,175    |
| 4         | 9    | Matic Osovnikar   | Slovenien             | 20,89 | q, SB      | 0,189    |
| 5         | 2    | Chris Lloyd       | Dominica              | 20,90 |            | 0,185    |
| 6         | 6    | Heber Viera       | Uruguay               | 20,93 |            | 0,210    |
| 7         | 4    | Cristián Reyes    | Chile                 | 21,20 |            | 0,165    |
| 8         | 3    | Franklin Nazareno | Ecuador               | 21,26 |            | 0,174    |

#### Heat 4
| Placering | Bana | Idrottare             | Nationalitet | Tid   | Noteringar | Reaktion |
| --------- | ---- | --------------------- | ------------ | ----- | ---------- | -------- |
| 1         | 5    | Roman Smirnov         | Ryssland     | 20,76 | Q          | 0,166    |
| 2         | 3    | Walter Dix            | USA          | 20,77 | Q          | 0,185    |
| 3         | 9    | Rolando Palacios      | Honduras     | 20,81 | Q          | 0,202    |
| 4         | 8    | Ángel David Rodríguez | Spanien      | 20,87 | q          | 0,162    |
| 5         | 2    | Bruno de Barros       | Brasilien    | 21,15 |            | 0,162    |
| 6         | 7    | Desislav Gunev        | Bulgarien    | 21,55 |            | 0,178    |
| 7         | 6    | Vjatjeslav Muravjev   | Kazakstan    | 21,68 |            | 0,206    |
| 8         | 4    | Nikolai Portelli      | Malta        | 22,31 |            | 0,180    |

#### Heat 5
| Placering | Bana | Idrottare           | Nationalitet        | Tid   | Noteringar | Reaktion |
| --------- | ---- | ------------------- | ------------------- | ----- | ---------- | -------- |
| 1         | 6    | Rondell Sorillo     | Trinidad och Tobago | 20,58 | Q          | 0,193    |
| 2         | 4    | Usain Bolt          | Jamaica             | 20,64 | Q          | 0,177    |
| 3         | 2    | Kristof Beyens      | Belgien             | 20,69 | Q          | 0,148    |
| 4         | 9    | Marc Schneeberger   | Schweiz             | 20,86 | q          | 0,137    |
| 5         | 7    | José Acevedo        | Venezuela           | 21,06 |            | 0,270    |
| 6         | 8    | Igor Bodrov         | Ukraina             | 21,38 |            | 0,172    |
| 7         | 3    | Mohamad Siraj Tamim | Libanon             | 21,80 | PB         | 0,206    |
| 8         | 1    | Oleg Juravljov      | Uzbekistan          | 22,31 |            | 0,145    |
| 9         | 5    | Juan Zeledon        | Nicaragua           | 23,39 |            | 0,173    |

#### Heat 6
| Placering | Bana | Idrottare           | Nationalitet | Tid   | Noteringar | Reaktion |
| --------- | ---- | ------------------- | ------------ | ----- | ---------- | -------- |
| 1         | 3    | Wallace Spearmon    | USA          | 20,46 | Q          | 0,184    |
| 2         | 4    | Jaysuma Saidy Ndure | Norge        | 20,54 | Q, SB      | 0,161    |
| 3         | 2    | Paul Hession        | Irland       | 20,59 | Q          | 0,190    |
| 4         | 8    | Seth Amoo           | Ghana        | 20,91 |            | 0,140    |
| 5         | 7    | Ronalds Arājs       | Lettland     | 21,22 |            | 0,218    |
| 6         | 5    | Jayson Jones        | Belize       | 21,54 |            | 0,162    |
| 7         | 6    | Nabie Foday Fofanah | Guinea       | 21,68 |            | 0,247    |
| 99        | 9    | Bryan Barnett       | Kanada       | DNF   |            | 0,164    |

#### Heat 7
| Placering | Bana | Idrottare                 | Nationalitet            | Tid   | Noteringar | Reaktion |
| --------- | ---- | ------------------------- | ----------------------- | ----- | ---------- | -------- |
| 1         | 6    | Obinna Metu               | Nigeria                 | 20,62 | Q          | 0,168    |
| 2         | 9    | Ramil Gulijev             | Azerbajdzjan            | 20,78 | Q, SB      | 0,175    |
| 3         | 8    | Churandy Martina          | Nederländska Antillerna | 20,78 | Q          | 0,172    |
| 4         | 4    | Sandro Viana              | Brasilien               | 20,84 | q          | 0,159    |
| 5         | 5    | Jamial Rolle              | Bahamas                 | 20,93 |            | 0,162    |
| 6         | 2    | Shingo Suetsugu           | Japan                   | 20,93 |            | 0,185    |
| 7         | 7    | Omar Jouma Bilal Al-Salfa | Förenade Arabemiraten   | 21,00 |            | 0,184    |
| 99        | 3    | Alexander Nelson          | Storbritannien          | DNS   |            |          |

#### Heat 8
| Placering | Bana | Idrottare         | Nationalitet        | Tid   | Noteringar | Reaktion |
| --------- | ---- | ----------------- | ------------------- | ----- | ---------- | -------- |
| 1         | 6    | Aaron Armstrong   | Trinidad och Tobago | 20,57 | Q          | 0,183    |
| 2         | 8    | Brendan Christian | Antigua och Barbuda | 20,58 | Q          | 0,164    |
| 3         | 7    | Jared Connaughton | Kanada              | 20,60 | Q          | 0,146    |
| 4         | 9    | Visa Hongisto     | Finland             | 20,62 | q, SB      | 0,145    |
| 5         | 3    | Marco Cribari     | Schweiz             | 20,98 |            | 0,171    |
| 6         | 2    | James Dolphin     | Nya Zeeland         | 20,98 |            | 0,161    |
| 7         | 5    | Zhang Peimeng     | Kina                | 21,06 | SB         | 0,150    |
| 99        | 4    | Samuel Francis    | Qatar               | DNS   |            |          |

### Omgång 2
Omgång 2 hölls den 18 augusti 2008.

#### Heat 1
| Placering | Bana | Idrottare             | Nationalitet          | Tid   | Noteringar | Reaktion |
| --------- | ---- | --------------------- | --------------------- | ----- | ---------- | -------- |
| 1         | 4    | Usain Bolt            | Jamaica               | 20,29 | Q          | 0,186    |
| 2         | 7    | Shawn Crawford        | USA                   | 20,42 | Q          | 0,198    |
| 3         | 6    | Kim Collins           | Saint Kitts och Nevis | 20,43 | Q, SB      | 0,233    |
| 4         | 5    | Marlon Devonish       | Storbritannien        | 20,43 | q, SB      | 0,146    |
| 5         | 9    | Jared Connaughton     | Kanada                | 20,45 | q          | 0,151    |
| 6         | 3    | Amr Seoud             | Egypten               | 20,45 | NR         | 0,151    |
| 7         | 8    | Rolando Palacios      | Honduras              | 20,87 |            | 0,248    |
| 8         | 2    | Ángel David Rodríguez | Spanien               | 20,96 |            | 0,172    |

#### Heat 2
| Placering | Bana | Idrottare            | Nationalitet   | Tid   | Noteringar | Reaktion |
| --------- | ---- | -------------------- | -------------- | ----- | ---------- | -------- |
| 1         | 4    | Brian Dzingai        | Zimbabwe       | 20,23 | Q          | 0,182    |
| 2         | 7    | Walter Dix           | USA            | 20,27 | Q          | 0,162    |
| 3         | 8    | Christopher Williams | Jamaica        | 20,28 | Q          | 0,159    |
| 4         | 6    | Christian Malcolm    | Storbritannien | 20,30 | q, SB      | 0,188    |
| 5         | 9    | Stéphane Buckland    | Mauritius      | 20,37 | q, SB      | 0,188    |
| 6         | 5    | Roman Smirnov        | Ryssland       | 20,62 |            | 0,161    |
| 7         | 3    | Shinji Takahira      | Japan          | 20,63 |            | 0,185    |
| 8         | 2    | Matic Osovnikar      | Slovenien      | 20,95 |            | 0,171    |

#### Heat 3
| Placering | Bana | Idrottare          | Nationalitet            | Tid   | Noteringar | Reaktion |
| --------- | ---- | ------------------ | ----------------------- | ----- | ---------- | -------- |
| 1         | 5    | Brendan Christian  | Antigua och Barbuda     | 20,26 | Q          | 0,166    |
| 2         | 8    | Churandy Martina   | Nederländska Antillerna | 20,42 | Q          | 0,155    |
| 3         | 9    | Kristof Beyens     | Belgien                 | 20,50 | Q          | 0,155    |
| 4         | 6    | Marcin Jędrusiński | Polen                   | 20,58 | =SB        | 0,199    |
| 5         | 4    | Aaron Armstrong    | Trinidad och Tobago     | 20,58 |            | 0,155    |
| 6         | 7    | Obinna Metu        | Nigeria                 | 20,65 |            | 0,195    |
| 7         | 2    | Sandro Viana       | Brasilien               | 21,07 |            | 0,168    |
| 8         | 3    | Marc Schneeberger  | Schweiz                 | 21,48 |            | 0,156    |

#### Heat 4
| Placering | Bana | Idrottare           | Nationalitet        | Tid   | Noteringar | Reaktion |
| --------- | ---- | ------------------- | ------------------- | ----- | ---------- | -------- |
| 1         | 8    | Paul Hession        | Irland              | 20,32 | Q, SB      | 0,190    |
| 2         | 4    | Wallace Spearmon    | USA                 | 20,39 | Q          | 0,202    |
| 3         | 6    | Jaysuma Saidy Ndure | Norge               | 20,45 | Q, SB      | 0,131    |
| 4         | 7    | Rondell Sorillo     | Trinidad och Tobago | 20,63 |            | 0,164    |
| 5         | 5    | Ramil Gulijev       | Azerbajdzjan        | 20,66 | NR         | 0,174    |
| 6         | 3    | Visa Hongisto       | Finland             | 20,76 |            | 0,124    |
| 7         | 2    | Thuso Mpuang        | Sydafrika           | 21,04 |            | 0,162    |
| 99        | 9    | Marvin Anderson     | Jamaica             | DNF   |            | 0,187    |

### Semifinaler
Semifinalerna hölls den 19 augusti 2008,

#### Semifinal 1
| Placering | Bana | Idrottare            | Nationalitet            | Tid   | Noteringar | Reaktion |
| --------- | ---- | -------------------- | ----------------------- | ----- | ---------- | -------- |
| 1         | 7    | Churandy Martina     | Nederländska Antillerna | 20,11 | Q, NR      | 0,154    |
| 2         | 6    | Brian Dzingai        | Zimbabwe                | 20,17 | Q, =SB     | 0,184    |
| 3         | 4    | Walter Dix           | USA                     | 20,19 | Q          | 0,161    |
| 4         | 3    | Christian Malcolm    | Storbritannien          | 20,25 | Q, SB      | 0,181    |
| 5         | 5    | Paul Hession         | Irland                  | 20,38 |            | 0,175    |
| 6         | 9    | Christopher Williams | Jamaica                 | 20,45 |            | 0,217    |
| 7         | 2    | Jared Connaughton    | Kanada                  | 20,58 |            | 0,146    |
| 8         | 8    | Kristof Beyens       | Belgien                 | 20,69 |            | 0,211    |

#### Semifinal 2
| Placering | Bana | Idrottare           | Nationalitet          | Tid   | Noteringar | Reaktion |
| --------- | ---- | ------------------- | --------------------- | ----- | ---------- | -------- |
| 1         | 6    | Usain Bolt          | Jamaica               | 20,09 | Q          | 0,175    |
| 2         | 5    | Shawn Crawford      | USA                   | 20,12 | Q          | 0,196    |
| 3         | 7    | Wallace Spearmon    | USA                   | 20,14 | Q          | 0,196    |
| 4         | 8    | Kim Collins         | Saint Kitts och Nevis | 20,25 | Q, SB      | 0,191    |
| 5         | 4    | Brendan Christian   | Antigua och Barbuda   | 20,29 |            | 0,135    |
| 6         | 2    | Stéphane Buckland   | Mauritius             | 20,48 |            | 0,141    |
| 7         | 3    | Marlon Devonish     | Storbritannien        | 20,57 |            | 0,258    |
| 99        | 9    | Jaysuma Saidy Ndure | Norge                 | DNS   |            |          |

### Final
Vind: -0,9 m/s
| Placering | Bana | Namn              | Nationalitet            | Reaktionstid | Resultat | Noteringar |
| --------- | ---- | ----------------- | ----------------------- | ------------ | -------- | ---------- |
| 1         | 5    | Usain Bolt        | Jamaica                 | 0,182        | 19,30    | WR OR      |
| 2         | 4    | Shawn Crawford    | USA                     | 0,210        | 19,96    |            |
| 3         | 8    | Walter Dix        | USA                     | 0,151        | 19,98    |            |
| 4         | 6    | Brian Dzingai     | Zimbabwe                | 0,185        | 20,22    |            |
| 5         | 3    | Christian Malcolm | Storbritannien          | 0,212        | 20,40    |            |
| 6         | 2    | Kim Collins       | Saint Kitts och Nevis   | 0,165        | 20,59    |            |
| DSQ       | 7    | Churandy Martina  | Nederländska Antillerna | 0,144        | 19,82    |            |
| DSQ       | 9    | Wallace Spearmon  | USA                     | 0,167        | 19,95    |            |